# Karl Höltermann

Karl Höltermann

Karl Höltermann (* 20. März 1894 in Pirmasens; † 3. März 1955 in Kings Langley nahe London) war ein deutscher sozialdemokratischer Politiker und Journalist.

## Leben
Höltermann ließ sich zum Schriftsetzer ausbilden und wurde Mitglied der Arbeiterjugendbewegung, später der SPD. Nach der Lehre begab er sich auf Wanderschaft ins Ausland.
Von 1915 bis 1918 war er Soldat im Ersten Weltkrieg.
Ab 1919 arbeitete er als Journalist. Der SPD-Politiker Adolf Braun, Chefredakteur der sozialdemokratischen Tageszeitung Fränkischen Tagespost in Nürnberg war, stellte Höltermann als Redaktionsvolontär ein. Als sein Chef 1920 als Reichstagsabgeordneter nach Berlin wechselte, im SPD-Parteivorstand die Presseangelegenheiten übernahm, nahm er Höltermann mit. Braun hatte die Aufgabe, für Partei und Reichstagsfraktion die zunächst „Büro Braun“ genannte Korrespondenz für die SPD-Provinzzeitungen zu gründen, aus dem später der Sozialdemokratische Pressedienst entstand. Der Volontär wurde dort Redakteur und wechselte noch 1920 in die Redaktion der sozialdemokratischen Tageszeitung Magdeburger Volksstimme. Vom politischen Redakteur stieg er rasch zum Chefredakteur auf.
1922/1923 war er Mitbegründer der Republikanischen Notwehr in Magdeburg. Im Februar 1924 war er Mitbegründer und wurde stellvertretender Vorsitzender des Reichsbanners Schwarz-Rot-Gold, ehe er im Dezember 1931 als Nachfolger von Otto Hörsing dessen kommissarischer Vorsitzender wurde, sowie gleichzeitig Gründungsmitglied der Eisernen Front. Im April 1932 wurde er zum Bundesvorsitzenden des Reichsbanners gewählt und amtierte bis zum Verbot des Verbands im März 1933.
Im Reichsbanner setzte er seine publizistische Tätigkeit fort. Er übernahm im Nebenamt ab 1924 die Rolle eines verantwortlichen Redakteurs der verbandseigenen Zeitung Das Reichsbanner und zuletzt auch der Illustrierten Republikanischen Zeitung (IRZ).
Von Juli 1932 bis Juni 1933 gehörte er für den Wahlkreis Magdeburg als SPD-Vertreter dem Reichstag an.
Wegen seines Widerstandes gegen den Nationalsozialismus musste er ab 1933 illegal in Berlin leben. Seine Familie wurde von der Gestapo in Haft genommen. Anfang Mai 1933 gelang ihm die Flucht nach Amsterdam. Höltermann hielt sich auch zeitweilig in Belgien und im Saargebiet auf. 1934 wurde gegen ihn Haftbefehl erlassen, zu dieser Zeit befand er sich in London, wo er 1940 noch mit dem für den britischen Geheimdienst arbeitenden deutschen Diplomaten Wolfgang Gans zu Putlitz zusammentraf. Im Juni 1935 wurden er und seine Familie offiziell ausgebürgert. Bis zu seinem Tod blieb der gegen ihn erlassene Haftbefehl in Kraft.
Im Berliner Stadtteil Gropiusstadt erinnert ein Weg an den in der Weimarer Republik bekannten Politiker.
Karl Höltermann war der ältere Bruder des bayerischen Staatssekretärs Arthur Höltermann.

## Zitat
Die Passage einer Rede Höltermanns blieb in besonderer Erinnerung, da ihm die Geschichte rückblickend recht gab:

„Regierungen kommen und gehen. [...] Nach Hitler kommen wir! Es werden wieder die deutschen Republikaner sein, die einen Scherbenhaufen aufräumen müssen. Auf diesen Tag richten wir uns ein!“